# Chloraea elegans
Espèce
Chloraea elegans est une espèce de plantes à fleurs de la famille des Orchidaceae.

## Répartition
Province de Salta, dans le nord de l'Argentine, en Amérique du Sud.

## Publication originale
- Maevia Noemi Correa, Chloraea, género sudamericano de Orchidaceae in Darwiniana 15, 1969 : 492.